# Ajrum
Ajrum – miasto w Armenii, w prowincji Tawusz. W 2022 roku liczyło 1700 mieszkańców.